# Stichting Regionale Kabeltelevisie Midden-Holland

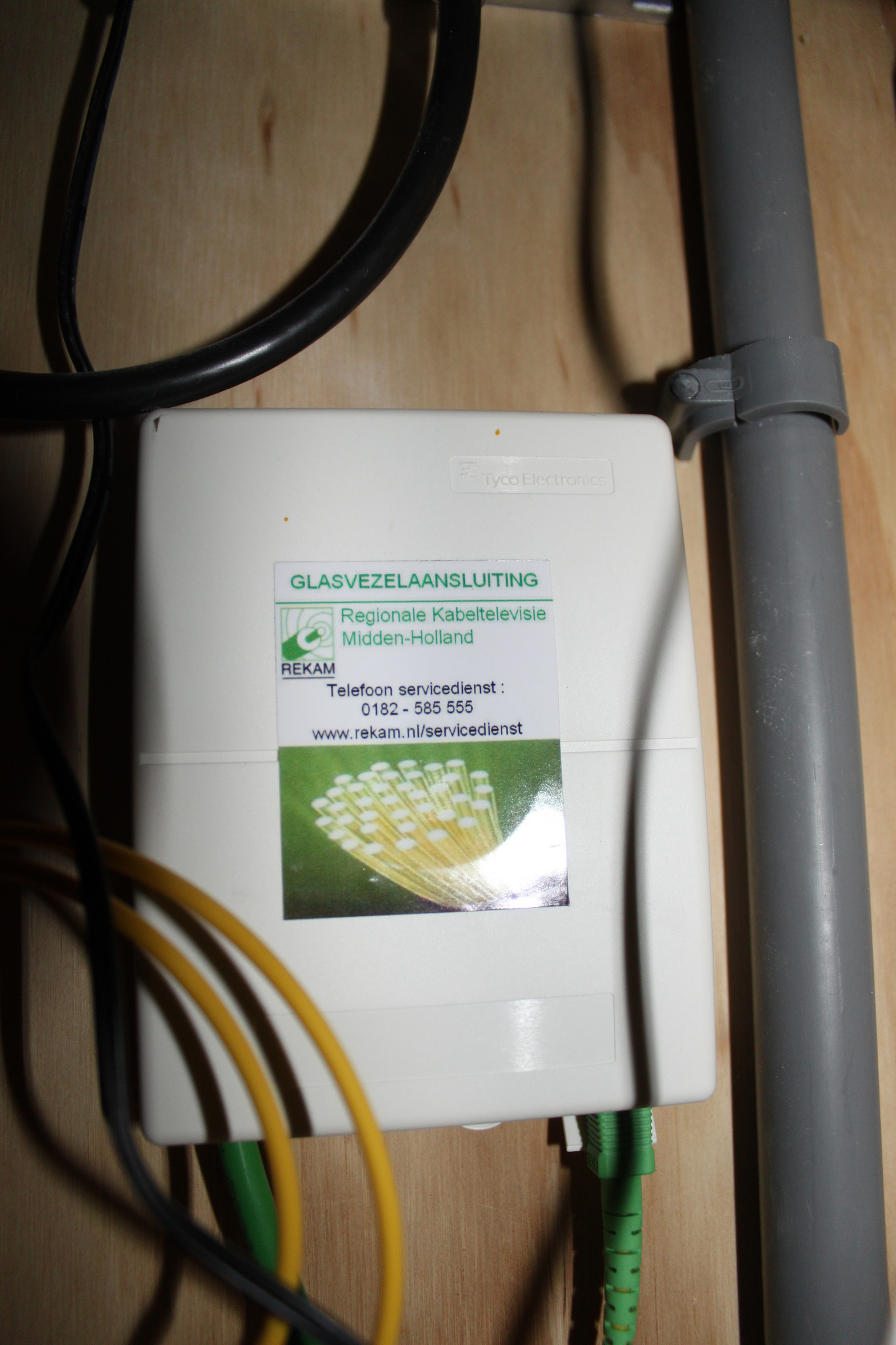
Fiber to the Home-aansluiting van REKAM in Gouda

Stichting Regionale Kabeltelevisie Midden-Holland (Rekam) is beheerder van een kabelnet in de regio Midden-Holland.
Via dit kabelnet levert Rekam kabeltelevisie en -radio aan haar abonnees, en wordt onder andere kabelinternet geleverd door Caiway.
De stichting is in 1990 opgericht als uitvoerend orgaan van een negental onafhankelijke kabeltelevisiestichtingen. De stichting heeft als doel de inwoners van Midden-Holland een zo gevarieerd en ruim mogelijk pakket radio- en televisieprogramma's te bieden tegen lage kosten.
Het verzorgingsgebied bestaat uit:
- Bodegraven-Reeuwijk (kernen Bodegraven (locatie De Meent), Driebruggen, Reeuwijk en Waarder)
- Boskoop (locatie Middelburgseweg)
- Gouda
- Krimpenerwaard (kernen Berkenwoude, Gouderak, Haastrecht, Ouderkerk aan den IJssel, Krimpen aan de Lek (locatie SON), Lekkerkerk, Stolwijk , Vlist en de buurtschap Het Beijersche)
- Lopik (kernen Cabauw en Polsbroek)
- Moordrecht
- Oudewater (kernen Hekendorp, Oudewater, Papekop en Snelrewaard)
- Waddinxveen (locatie Bloemendaalseweg en locatie Broekhuizen)

In tegenstelling tot het merendeel van de Nederlandse kabeltelevisie-aanbieders is Rekam niet aangesloten bij NLKabel. Een van de redenen hiervoor is dat Rekam zich niet zou kunnen verenigen met het door NLKabel (voorheen VECAI) ingezette beleid, waarbij prijsverhogingen een prominente rol zouden spelen.

## Glasvezel
De hoofdstructuur van het kabelnet van Rekam is volledig uitgevoerd in glasvezeltechiek, sinds 2011 worden in alle nieuwbouwwoningen de huisaansluitingen voorzien van glasvezel. Rekam zelf (en Caiway) gebruikt het zogenoemde RFoG systeem voor het leveren van kabeltelevisie. Dit systeem zorgt ervoor dat de abonnees geen aanpassingen hoeven te doen aan de eigen apparatuur na montage van een glasvezelaansluiting..

In 2015 heeft Rekam zijn 10.000ste glasvezelaansluiting opgeleverd.